# アルベール・メヨン・ゼ
アルベール・メヨン・ゼ（Albert Meyong Ze, 1980年10月19日 - ）は、カメルーン・ヤウンデ出身の元同国代表の元サッカー選手。現役時代のポジションはフォワード。メヨング・ゼとも表記される。

## 経歴

### クラブ
キャノン・ヤウンデからイタリア2部のUSラヴェンナを経てポルトガルのヴィトーリア・セトゥーバルに移籍。セトゥーバルでは、2005年のタッサ・デ・ポルトガル決勝・SLベンフィカ戦で決勝点を挙げ、タイトルを獲得した。
2005年夏にCFベレネンセスに加入。チームは降格間近の下から4番目と苦しんだものの、17得点を挙げ得点王に輝いた。シーズン終了後にレバンテUDへ移籍するも1得点のみと不振に陥り、翌シーズンにレバンテで1試合出場した後にアルバセテ・バロンピエへ貸し出された。
2008年1月にローンの形でベレネンセスへ復帰すると、デビュー戦のアソシアサン・ナヴァル・プリメイロ・デ・マイオ戦 (2-1) でPKを決め勝利したが、この試合に出場したことでメヨン・ゼが1シーズンの間に3チームでプレーしたことになり、FIFAの規約違反となった。このナヴァル戦は0-3の敗戦扱いとなり、さらに勝ち点3減, つまり勝ち点6が減らされ、メヨン・ゼ個人には1000ドルの罰金が言い渡された。
2008年7月31日に同じポルトガル1部のSCブラガへ移籍した。8月23日の開幕戦・ホームのFCパソス・デ・フェレイラ戦 (2-0) で初得点を挙げ、UEFAカップ 2008-09のFCアルトメディア・ペトルジャルカ戦 (4-0) でハットトリックを達成するなど活躍したことで、シーズン中盤に契約を2011年6月まで延長した。2009年3月5日に左足の中足骨を骨折したことで離脱を余儀なくされ、シーズンアウトとなったものの、翌2009-10シーズンのアカデミカ・コインブラとの開幕戦 (1-0) から得点を挙げ、アウェーのスポルティングCP戦 (2-1)やホームで行われたヴィトーリア・ギマランイスとのミーニョ・デルビ (3-2) で決勝点を挙げるなど不可欠なストライカーとして、チーム最多の11得点を記録した。また、チームとしてはビッグ3の2つを抑え過去最高の2位と躍進した。しかし、2010-11シーズンに入ると、古巣ベレネンセスからロドリゴ・リマが加入したことで出場機会が激減し、2011年12月下旬にロドリゴ・ガロ・ブリト、マルコス・バルボーサ・オリヴェイラ、フラン・メリダと共に放出された。その後、CDナシオナルとCDフェイレンセから関心を寄せられたが、最終的に約7年ぶりにヴィトーリア・セトゥーバルへ復帰した。
2012-13シーズンは、ホームのリオ・アヴェFC戦 (3-5) 、ホームのモレイレンセFC戦 (5-0) で2度ハットトリックを達成し、FCポルトのジャクソン・マルティネスやベンフィカのオスカル・カルドソ等を一時抑え首位に立つなど好調さを見せていたが、2013年2月初旬にアンゴラのカブスコルプSCPへ移籍した。

### 代表
2000年のシドニーオリンピックで金メダルを獲得。2004年にA代表デビュー以降5年に渡りプレーした。その間にアフリカネイションズカップ2006に出場し、アルトゥール・ジョルジェ監督の下でサミュエル・エトーとコンビを組みグループリーグのトーゴ戦, 準々決勝のコートジボワール戦と2得点を挙げた。コートジボワール戦では、試合終了間際に同点弾を決め追いつくもPK戦 (11-12) の末敗退した。

## タイトル

### 選手時代
ヴィトーリア・セトゥーバル
- タッサ・デ・ポルトガル:1回（2004-05）

SCブラガ
- UEFAインタートトカップ:1回（2008）

カブスコルプSCP
- ジラボーラ:1回（2013）
- スーペルタッサ・デ・アンゴラ:1回（2014）

カメルーン代表
- 夏季オリンピック金メダル:1回（2000）

個人
- プリメイラ・リーガ得点王:1回（2005-06）
- タッサ・デ・ポルトガル得点王:1回（2004-05）
- ジラボーラ得点王:3回（2013、2014、2015）